# Антониу Карлус Жуниор
Анто́ниу Ка́рлус Коэ́лью ди Фигейре́ду Барбо́за Жу́ниор (порт.-браз. Antônio Carlos Coelho de Figueiredo Barbosa Júnior; род. 16 марта 1990, Жуан-Песоа) — бразильский боец смешанного стиля, представитель средней весовой категории. Выступает на профессиональном уровне начиная с 2013 года, известен прежде всего по участию в турнирах бойцовской организации UFC, победитель бойцовского реалити-шоу The Ultimate Fighter. Также является титулованным борцом бразильского джиу-джитсу.

## Биография
Антониу Карлус Жуниор родился 16 марта 1990 года в городе Жуан-Песоа штата Параиба, Бразилия. С юных лет серьёзно занимался бразильским джиу-джитсу, дважды становился чемпионом мира среди коричневых поясов, впоследствии удостоился чёрного пояса и вошёл в основной состав бразильской национальной сборной. В 2012 году одержал победу на панамериканском чемпионате по БЖЖ в абсолютной весовой категории, завоевал награду бронзового достоинства на Кубке мира в Абу-Даби.

### Начало профессиональной карьеры
Дебютировал в смешанных единоборствах на профессиональном уровне в июне 2013 года, с помощью «ручного треугольника» принудил своего соперника к сдаче в первом же раунде. Затем одержал в небольших бразильских промоушенах ещё две победы.

### The Ultimate Fighter
В 2014 году попал в число участников третьего бразильского сезона популярного бойцовского реалити-шоу The Ultimate Fighter, куда заявился как боец тяжёлой весовой категории. На отборочном этапе техническим нокаутом выиграл у Гильерме Вианы и под общим вторым номером был выбран в команду Вандерлея Силвы.
На стадиях четвертьфиналов и полуфиналов благополучно прошёл Эдгарда Касталдели Филью и Маркуса Рожериу де Лиму соответственно. В решающем финальном поединке встретился с Витором Мирандой и одолел его единогласным решением судей в трёх раундах, став таким образом победителем шоу.

### Ultimate Fighting Championship
Благодаря успешному выступлению в шоу TUF Антониу Карлус получил возможность подписать контракт с крупнейшей бойцовской организацией мира Ultimate Fighting Championship. В том же 2014 году он вышел в октагон UFC и в рамках полутяжёлой весовой категории единогласным решением проиграл Патрику Камминзу, потерпев тем самым первое поражение в профессиональной карьере.
В 2015 году спустился в среднюю весовую категорию, победил Эдди Гордона, тогда как поединок с Кевином Кейси был признан несостоявшимся, поскольку уже в самом начале первого раунда Кейси получил тычок пальцем в глаз и не смог в связи с этим продолжать драться.
В 2016 году техническим нокаутом проиграл австралийскому дзюдоисту Дэниелу Келли, но затем взял верх над соотечественником Леонарду Аугусту Гимарайнсом и представителем Италии Марвином Веттори.
В 2017 году добавил в послужной список победы над Эриком Спайсли и Джеком Маршманом.
В 2018 году досрочно победил Тима Боуча, продлив свою победную серию до пяти поединков — тем самым вплотную приблизился к десятке сильнейших бойцов UFC среднего веса.

## Статистика в профессиональном ММА
| Боёв 16         | Побед 10 | Поражений 5 |
| --------------- | -------- | ----------- |
| Нокаутом        | 0        | 1           |
| Сдачей          | 8        | 0           |
| Решением        | 2        | 4           |
| Не состоявшихся | 1        | 1           |

| Результат    | Рекорд   | Соперник                   | Способ                     | Турнир                                 | Дата             | Раунд | Время | Место                      | Примечание                                                     |
| ------------ | -------- | -------------------------- | -------------------------- | -------------------------------------- | ---------------- | ----- | ----- | -------------------------- | -------------------------------------------------------------- |
| Поражение    | 10-5 (1) | Брэд Таварес               | Единогласное решение       | UFC 257                                | 24 января 2021   | 3     | 5:00  | Абу-Даби, ОАЭ              |                                                                |
| Поражение    | 10-4 (1) | Юрая Холл                  | Раздельное решение         | UFC Fight Night: Cerrone vs. Gaethje   | 14 сентября 2019 | 3     | 5:00  | Ванкувер, Канада           |                                                                |
| Поражение    | 10-3 (1) | Иан Хейниш                 | Единогласное решение       | UFC Fight Night: dos Anjos vs. Lee     | 18 мая 2019      | 3     | 5:00  | Рочестер, США              |                                                                |
| Победа       | 10-2 (1) | Тим Боуч                   | Сдача (удушение сзади)     | UFC on Fox: Poirier vs. Gaethje        | 14 апреля 2018   | 1     | 4:28  | Глендейл, США              |                                                                |
| Победа       | 9-2 (1)  | Джек Маршман               | Сдача (удушение сзади)     | UFC Fight Night: Brunson vs. Machida   | 28 октября 2017  | 1     | 4:30  | Сан-Паулу, Бразилия        |                                                                |
| Победа       | 8-2 (1)  | Эрик Спайсли               | Сдача (удушение сзади)     | UFC 212                                | 3 июня 2017      | 2     | 3:49  | Рио-де-Жанейро, Бразилия   |                                                                |
| Победа       | 7-2 (1)  | Марвин Веттори             | Единогласное решение       | UFC 207                                | 30 декабря 2016  | 3     | 5:00  | Лас-Вегас, США             |                                                                |
| Победа       | 6-2 (1)  | Леонарду Аугусту Гимарайнс | Сдача (удушение сзади)     | UFC Fight Night: Poirier vs. Johnson   | 17 сентября 2016 | 3     | 4:46  | Идальго, США               | Жуниор нанёс запрещённый удар коленом и лишился одного очка.   |
| Поражение    | 5-2 (1)  | Дэниел Келли               | TKO (удары руками)         | UFC Fight Night: Hunt vs. Mir          | 20 марта 2016    | 3     | 1:36  | Брисбен, Австралия         |                                                                |
| Не состоялся | 5-1 (1)  | Кевин Кейси                | NC (тычок в глаз)          | UFC Fight Night: Namajunas vs. VanZant | 10 декабря 2015  | 1     | 0:11  | Лас-Вегас, США             | Кейси не смог продолжить из-за непреднамеренного тычка в глаз. |
| Победа       | 5-1      | Эдди Гордон                | Сдача (удушение сзади)     | UFC Fight Night: Machida vs. Romero    | 27 июня 2015     | 3     | 4:37  | Холливуд, США              | Дебют в среднем весе.                                          |
| Поражение    | 4-1      | Патрик Камминз             | Единогласное решение       | UFC Fight Night: Machida vs. Dollaway  | 20 декабря 2014  | 3     | 5:00  | Баруэри, Бразилия          | Дебют в полутяжёлом весе.                                      |
| Победа       | 4-0      | Витор Миранда              | Единогласное решение       | The Ultimate Fight Brazil 3 Finale     | 31 мая 2014      | 3     | 5:00  | Сан-Паулу, Бразилия        | Выиграл The Ultimate Fighter: Brazil 3 в тяжёлом весе.         |
| Победа       | 3-0      | Эдналду Новаис             | Сдача (рычаг локтя)        | Champion Fights 2                      | 26 октября 2013  | 1     | 4:16  | Салвадор, Бразилия         |                                                                |
| Победа       | 2-0      | Жерониму Оливейра          | Сдача (треугольник руками) | Imperium: MMA Pro 6                    | 14 сентября 2013 | 1     | 1:41  | Фейра-ди-Сантана, Бразилия |                                                                |
| Победа       | 1-0      | Селивалду да Силва         | Сдача (треугольник руками) | Nordeste MMA 1                         | 20 июля 2013     | 1     | 1:02  | Салвадор, Бразилия         |                                                                |